# Manto (indumentaria)

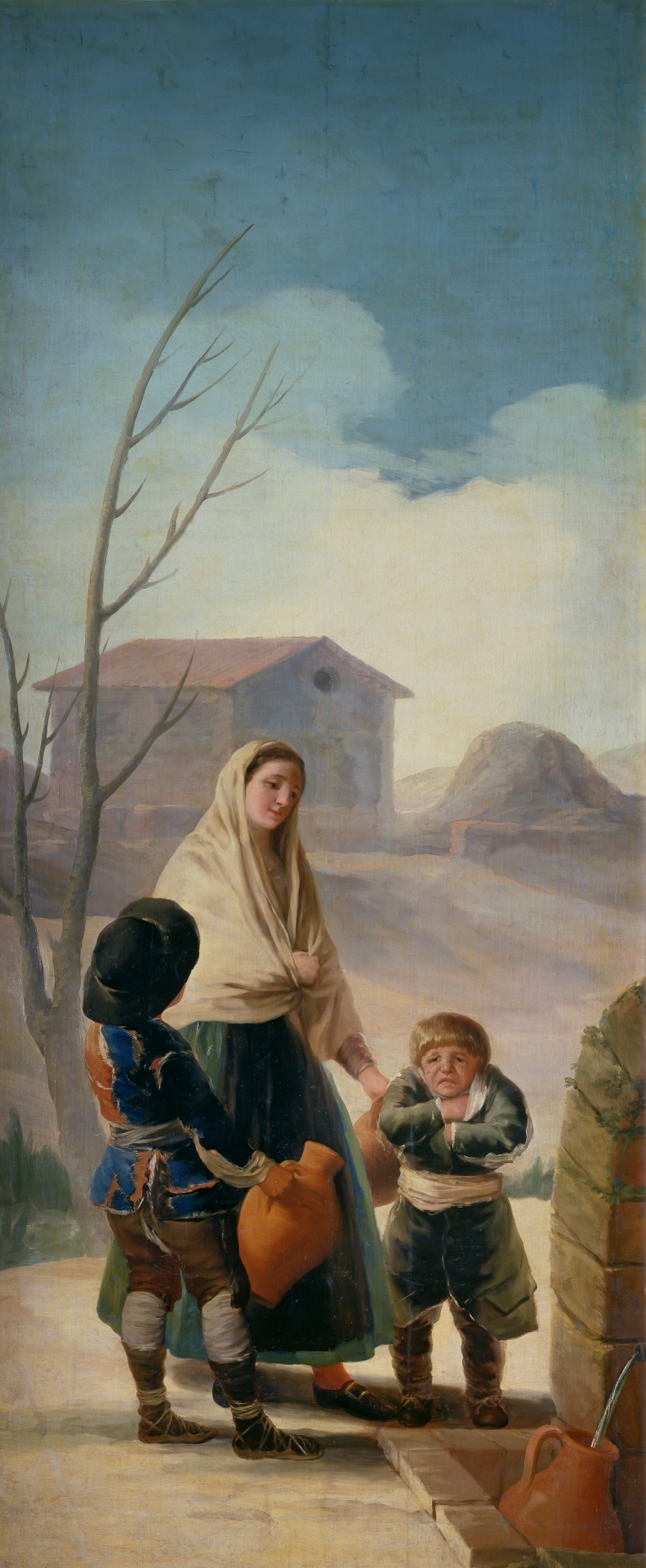
Los pobres en la fuente, pintura de Francisco de Goya (hacia 1786) con una aguadora cubierta con mantón. Museo del Prado.

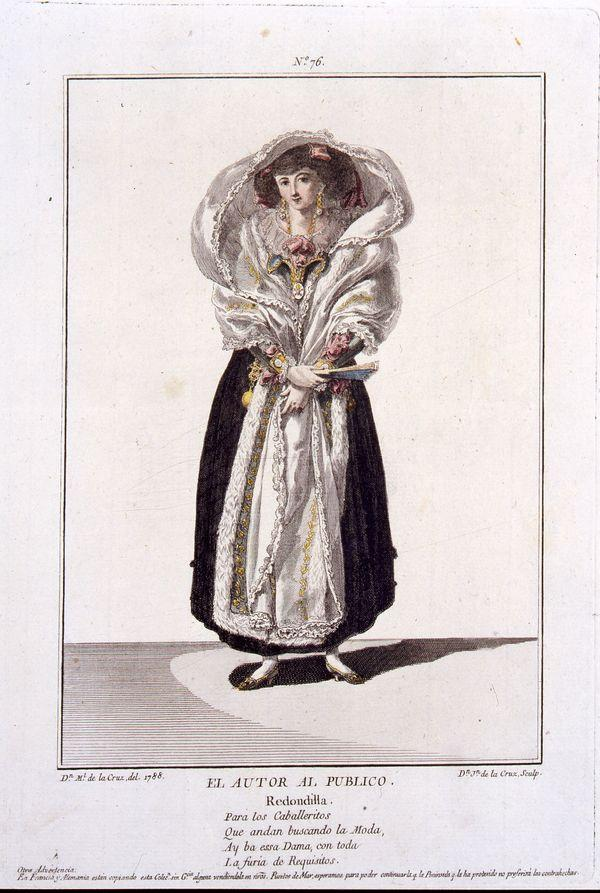
Lujoso manto de piel en un Retrato de la actriz María Antonia Fernández, "La Caramba", hacia 1788, modelo y árbitro de la moda femenina durante buena parte de la segunda mitad del siglo XVIII.

Manto se llama a un conjunto de prendas de abrigo, en el grupo del sobretodo, producidas desde la antigüedad como indumentaria masculina y femenina amplia y sin mangas.  Los modelos más habituales partían de una pieza de tejido o lienzo semicircular, o rectangular como en el caso del «pallium» usado por los romanos.
También se llama así a un complemento de la vestidura de ceremonia que se ata por encima de los hombros en forma de capa y cubre todo el cuerpo hasta el suelo. Similar a esta es el manteo que usaban los eclesiásticos, estudiantes y letrados. Otros términos asociados o sinónimos en la indumentaria de ambos sexos son: mantillo, mantonina, mantilla y manteo.

## Etimología
Proponen algunos autores que el uso de determinados mantos ceremoniales se introdujo en Europa en la época de las Cruzadas, habiéndolo tomado de los orientales y que su nombre en lengua castellana se deriva de las voces árabes o persas mandil o mandel. Otros no obstante, creen que viene del griego antiguo o del griego de la Edad Media. Leman deriva la etimología de mantellium o mantelum, palabra latina usada por Plauto y Varrón al paso que se empeñan otros en que deriva de mantel, antigua palabra céltica.
Du Cange, en su Glosario, insiste en el valor simbólico del mantum en las ceremonia de investidura de las grandes dignidades; simbolismo que luego pasaría a la cota de armas.

## Evolución histórica

### Prehistoria

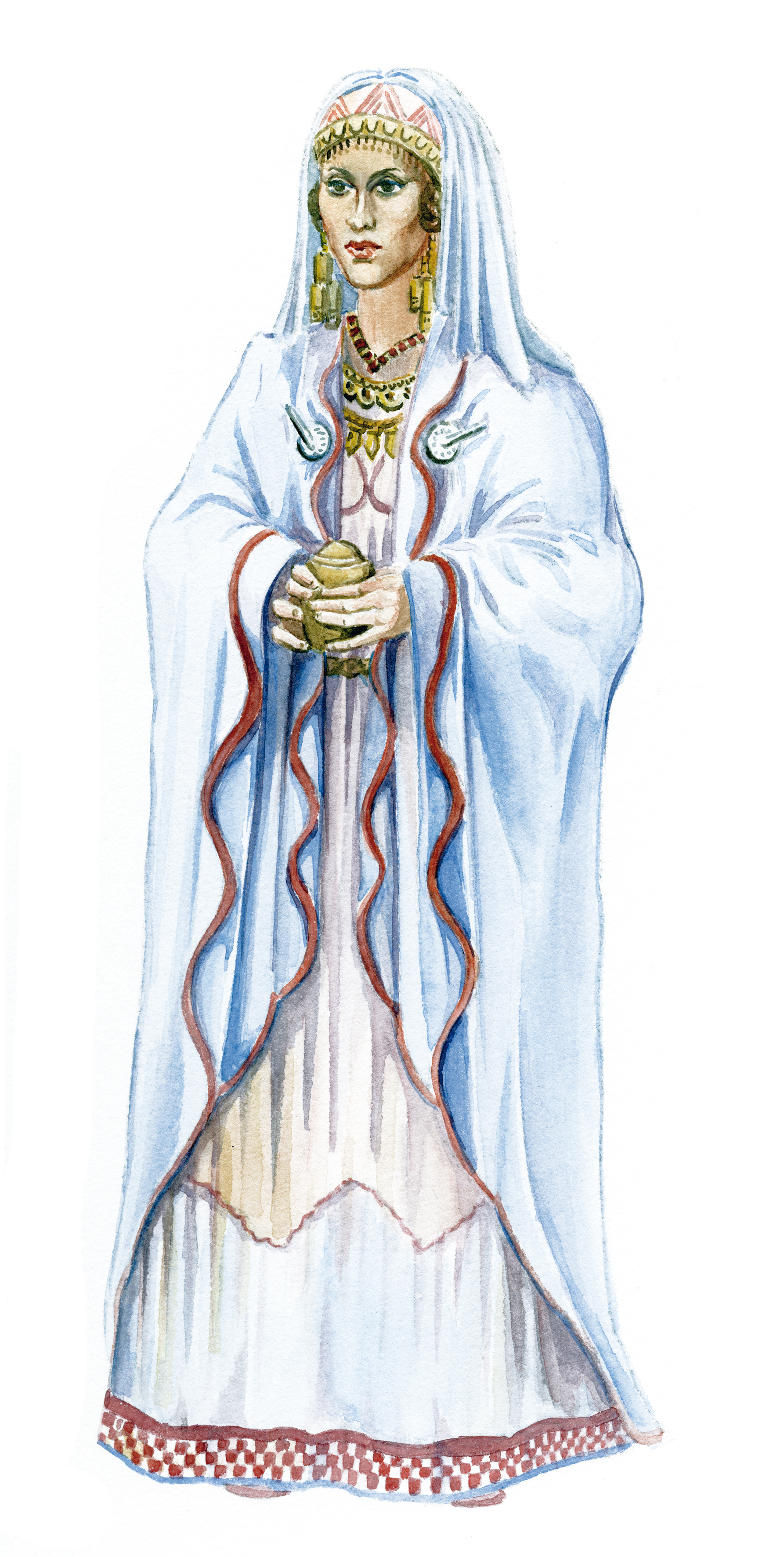
Reconstrucción de una dama ibera (siglos V-IV aC). Ilustración de F. Chiner del Museo de Prehistoria de Valencia. La indumentaria de las mujeres iberas estaba constituida por una túnica que siempre llegaba hasta los pies. La cabeza la cubrían conun veloo. Como en el caso de los hombres,, el manto era la parte más importante y, seguramente, la mas lujosa.

De la prehistoria, la arqueología nos proporciona pocas evidencias del traje. Disponemos de pinturas rupestres, como las conocidas del Cogul (Garrigues) o del Barranco de la Valltorta (Maestrat), donde vemos a hombres desnudos y mujeres con faldas ajustadas a la cintura que llegan hasta la rodilla. Pocas evidencias; sabemos que se vestían, se decoraban el cuerpo y se ponían colgantes y collares y poco más. El desarrollo de la agricultura y de la ganadería aportó las materias primas: el lino y, probablemente más tarde, la lana
Los pueblos íberos son ya sociedades plenamente estratificadas socialmente y en las que la aristocracia marcaban su superioridad con la calidad de la indumentaria, los tejidos y, seguramente, los colores. Por ejemplo, los mantos rojos o de otros colores eran de uso exclusivo de la aristocracia. En cuanto al género, el manto era una prenda de abrigo para hombres y mujeres, que los íberos llevaban sobre una túnica. Era la prenda principal de su vestido, era de forma rectangular y manufacturado con mucho tejido. Para los momentos de mayor frío el manto cubría todo el cuerpo, incluso podía tener capucha. Tanto los mantos como las túnicas se recogían a la altura del hombro o se encerraban en el escote, con una aguja que se denomina fíbula. El manto podía estar hecho de lino o de trapo. Los faraones egipcios llevaban un manto en la cabeza, cubriendo el cabello y que va por detrás de las orejas: se llama klaft.

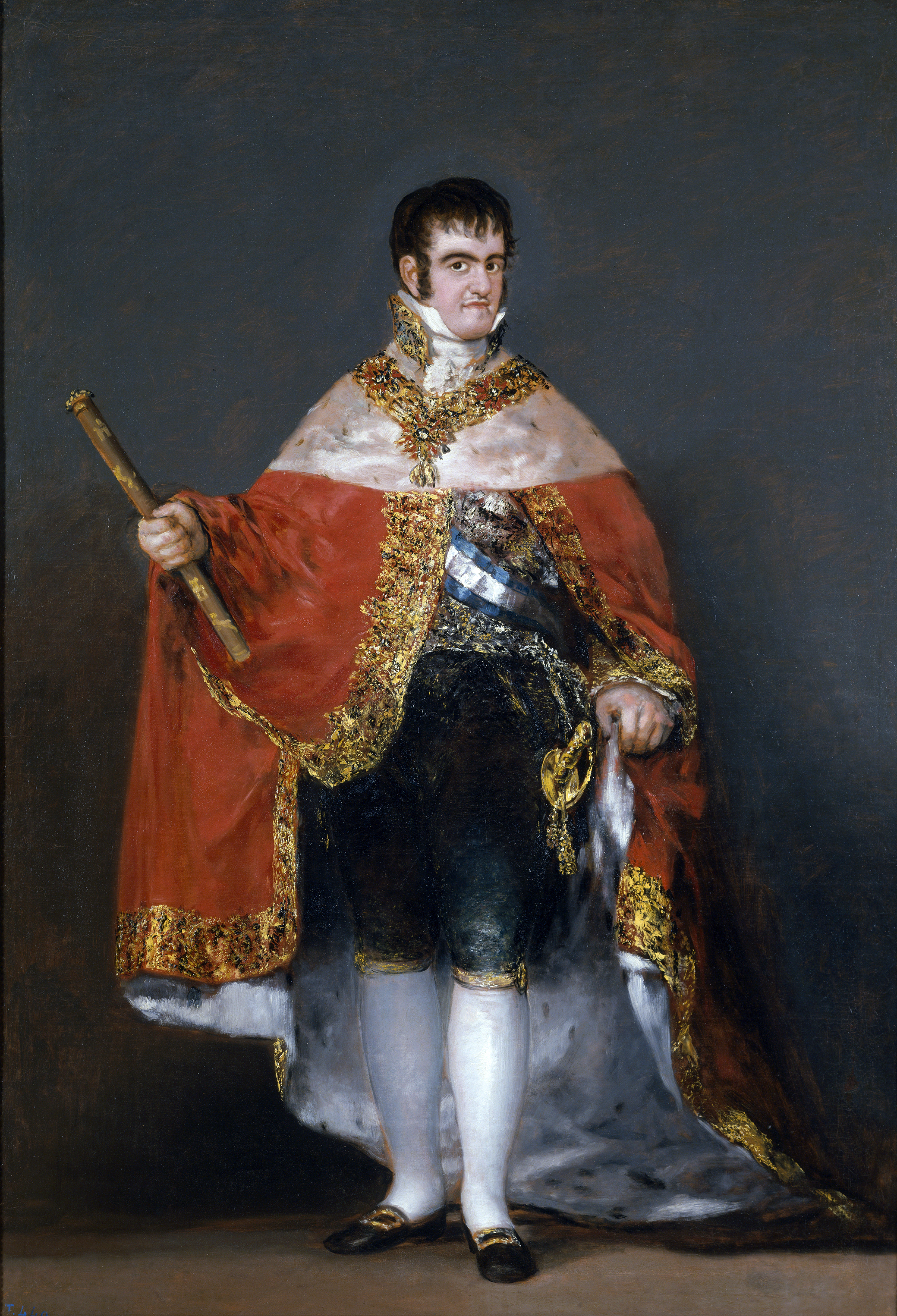
El rey Fernando VII vistiendo manto, por Goya.

### Antigüedad

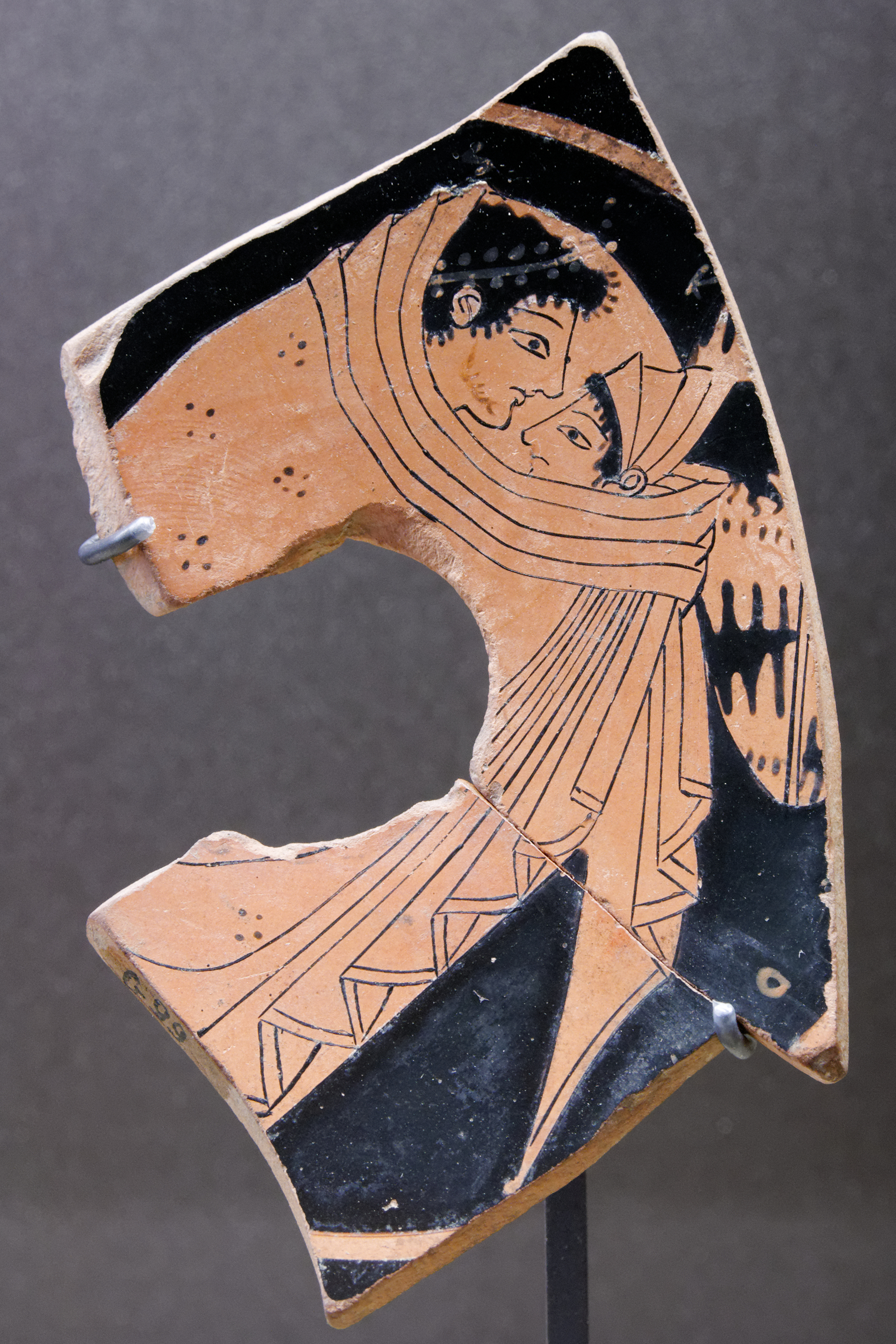
Pareja escondida bajo la misma capa, fragmento de una copa de cerámica de figuras rojas griega antigua, ca. 525 a. C.-500 a. C., encontrado en Atenas. Museo del Louvre, París.

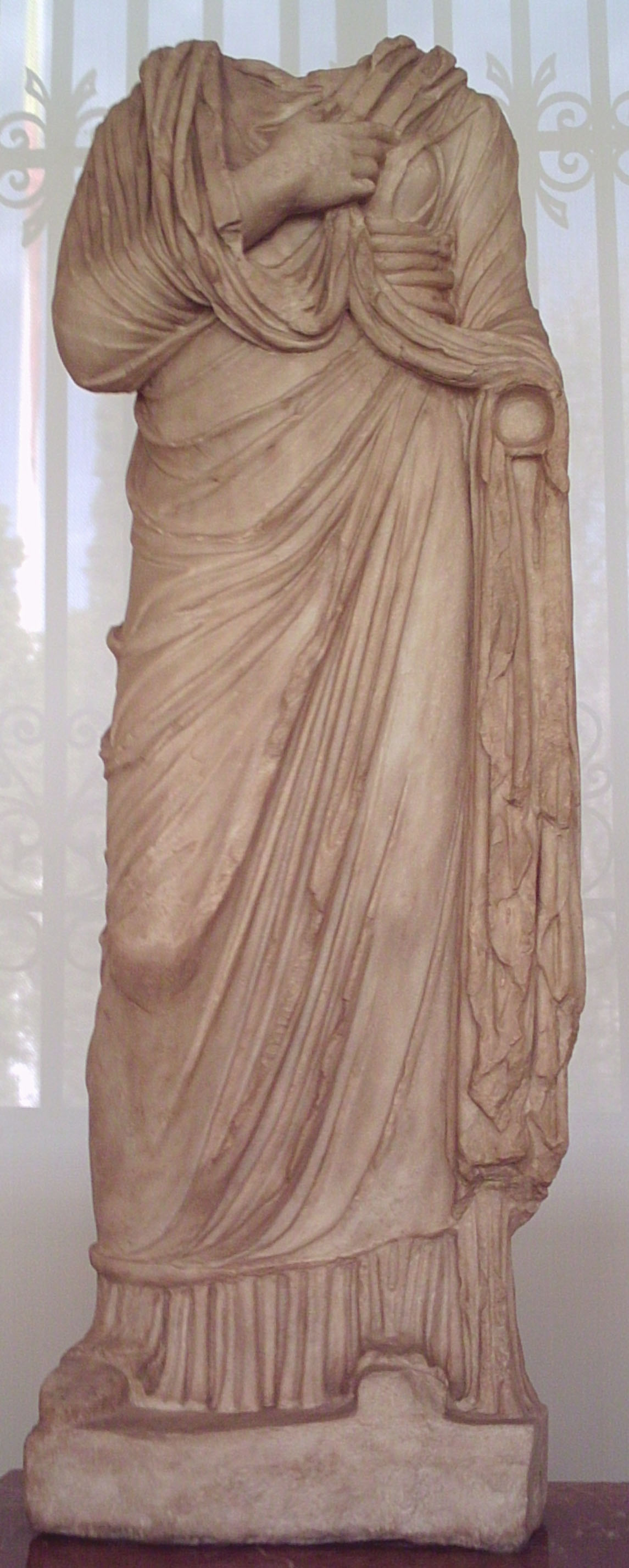
Estatua femenina romana que representa una mujer con túnica y manto (palla), con abundantes pliegues, encontrada en Medina-Sidonia (Cádiz, Andalucía), actualmente en el Museo Arqueológico Nacional de España de Madrid.

Algunas veces se designan como mantos diferentes vestidos anchos que en la Antigüedad se usaban sobre otros vestidos, como la lucerna, el palio, la palla, el paludamento, el péplum o la toga.

### Edad Media
En la época medieval se distinguían los diversos órdenes de señores o su categoría por lo ancho de la orla o embozo del manto, por la calidad del forro de armiño, por lo largo del doblez del cuello o por lo largo de la cola rozagante. Era convencional entre la nobleza usar manto color escarlata o violeta, color que fue durante largo tiempo el traje de ceremonia de los pares de Francia. El rey Fernando VII de España se hizo retratar por Francisco de Goya con uno rojo y otro con manto azul.
Símbolo y signo en el mundo de la caballería, fue costumbre entre los reyes regalar un manto a los nuevos caballeros en las fiestas solemnes o en los días de gran corte, ceremonia que se llamaba librea o entrega de los mantos. 
El gran maestre de la Orden de Malta se distingue por un gran manto, lo mismo que todos los otros grandes maestres y caballeros de la mayoría de las órdenes militares. Llaman manto capitular al que usan para asistir a las asambleas o capítulos de la Orden, mientras que el otro manto que llevaban antiguamente para todo uso y distinguía a los caballeros de los que no lo eran, tenía el nombre de manto caballeroso.
El Rus de Kiev fue el primer estado eslavo oriental, dirigido desde la ciudad de Kiev desde aproximadamente 880 hasta mediados del siglo XII, donde las grandes personalidades adoptaron las clámides romanas de Oriente.
Los nobles y guerreros de élite del Imperio azteca llevaban un tilmátli; un manto o capa que fue empleado como símbolo de su estatutos superior. Los tilmátlis más elaborados y coloridos estaban estrictamente reservados para los sumos sacerdotes de la élite, emperadores; y los guerreros águila, así como los guerreros jaguar.

### Edad Moderna

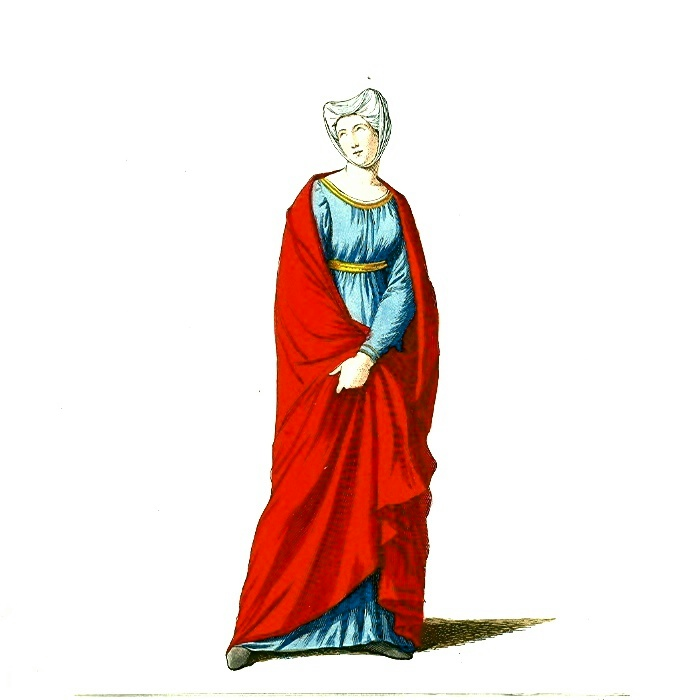
Ilustración de una mujer con trajes renacentistas de Paul Mercuri en "Costumes Historiques" (París, hacia 1850 o 60).

El Renacimiento significó el reconocimiento del valor preciado de los individuos. En relación los vestidos son ricos, fastuosos, llenos de sedas, de colores y plumas. Los vestidos masculinos de principios de la Edad Moderna eran una evolución del traje corto medieval, con camisa, medias de colores, manto y gorro con penachos. En las mujeres la ropa ya modifica el cuerpo y el manto pasó a ser ornamental. Pero a medida que nos vamos adentrando a los tiempos modernos, y se produce la hegemonía del Imperio hispánico del siglo XVI, los trajes cambian: se extienden nuevas modas como las gargantas y acolchados con desgarros, el corsé esconde los senos, y el color tiende hacia el negro, como en la corte del emperador Carlos V. El siglo XVII, con el paso del poder de la corte castellana a la francesa también tuvo impacto en el vestido y los mantos pasan a ser de colores vivos.
En Menorca, en el siglo XVIII el manto se utilizaba para abrigarse en las ocasiones especiales, mientras que para cada día se solía llevar mantilla. En el siglo XIX el manto menorquín (y la mantilla) pasaron a convertirse en adornos elaborados con tejidos delgados y transparentes. Solían llevar la cola envuelta y para completar el atuendo de la cabeza se ponían un mechón.

### Época contemporánea

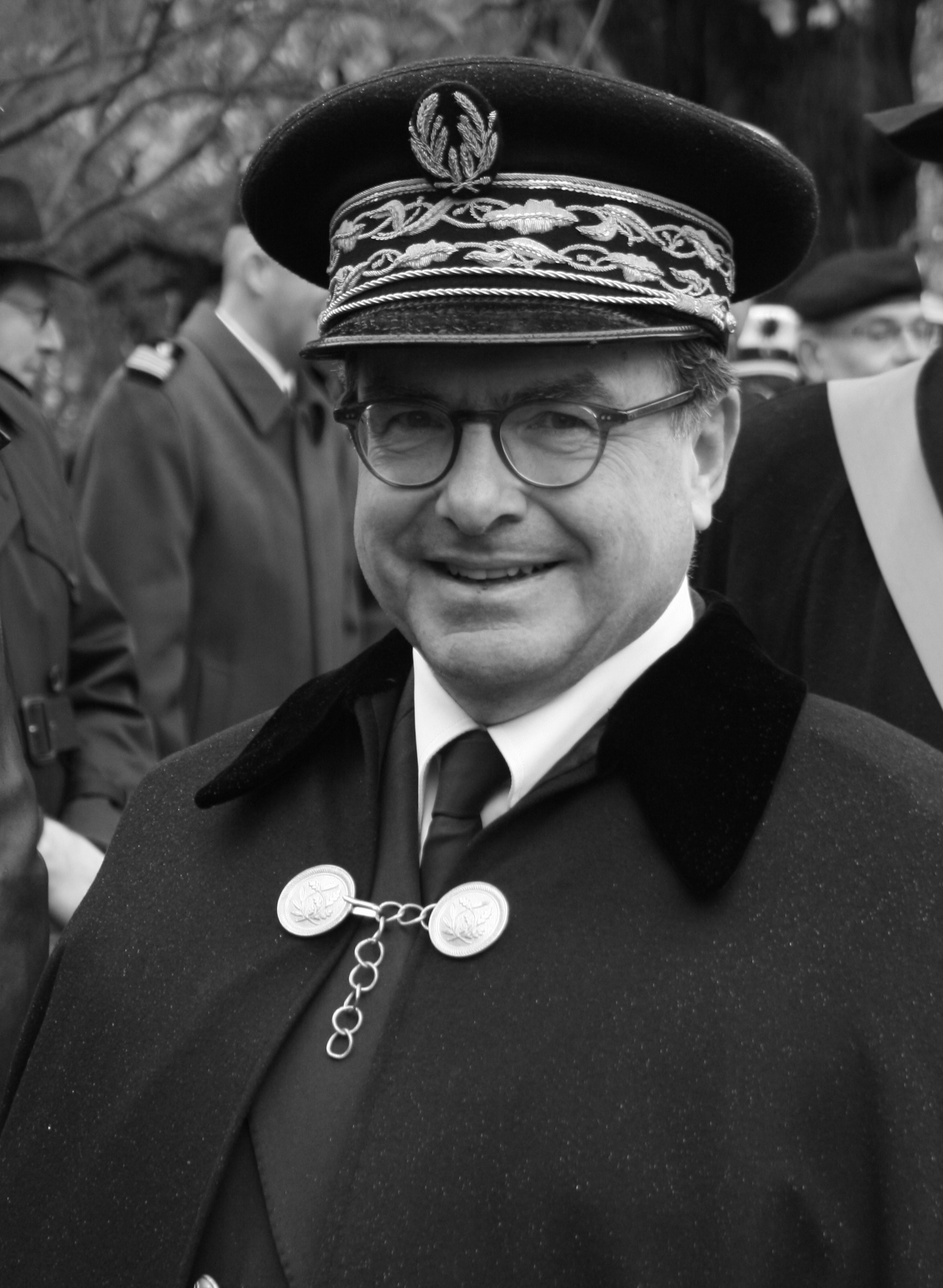
El prefecto francés Pierre-Étienne Bisch con manto (2012).

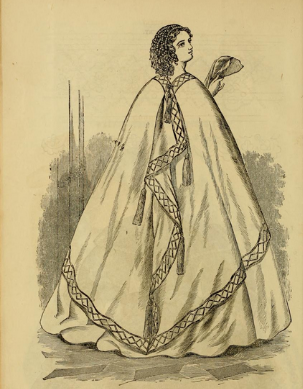
Este manto apareció en 1861 en la conocida como Godey's Magazine and Lady's Book, una revista estadounidense para mujeres publicada en Filadelfia entre 1830 y 1878. Fue la revista más popular en el primer período de la Guerra Civil Americana..

Con la llegada de la Revolución Francesa y la Revolución Industrial en pocos años van a cambiar todos los gustos en indumentaria. La industria produjo tejidos suaves, cálidos y ligeros en grandes cantidades, mejoró la comodidad de la ropa y su capacidad protectora del frío, favorecieron las tendencias modernas de la ropa masculina, que empezó a ser más práctica y funcional. Mientras la Revolución Francesa supuso una transformación radical de los valores: la nobleza ya no tenía el privilegio de dictar las leyes en materia de moda, será la forma de vestir de los burgueses la que marcará la pauta en toda Europa. Los mantos pasan a tener una función de insignia de poder en los hombres, mientras que en las mujeres se extendió el uso de chales y grandes pañuelos.
A finales del siglo XIX, en Europa, los mantos de las mujeres, similares a los chales, solían llevar cuellos medici hasta las orejas, que se sostenían con alambres. Se les ponían para salir al aire libre. Los hombres no lo llevaban.
Actualmente, en Francia, el manto aún forma parte del uniforme del prefecto y del vestuario de los miembros de la Académie française. También forma parte de la ropa litúrgica en la Iglesia. Y periódicamente vuelve como complemento de moda por actos de ceremonia con distintos colores y tejidos buscando enfatizar estilos sofisticados e individualizados; por ejemplo, a principios de la primera década de ese siglo, varias marcas (Chloé, Marni, Mulberry o Givenchy) la integraron en sus colecciones.

## Tipos de manto
- Manto caballeroso. Vestidura talar propia y privativa de los caballeros y por la cual se distinguían de los que no lo eran.
- Manto capitular. Vestidura exterior que los caballeros de las órdenes militares usan para reunirse en capítulo.
- Manto de humo. Manto negro y transparente de seda y de grandes dimensiones que llevaban antiguamente las mujeres en señal de luto.
- Manto de soplillo. Prenda de uso femenino, hecha de fino tafetán.[22]
- Manto ducal, en heráldica, el representado en escarlata forrado de armiños y en forma de tapiz, sobre el cual aparecen los escudos de armas de los más altos dignatarios.[23]

## En la literatura y las artes

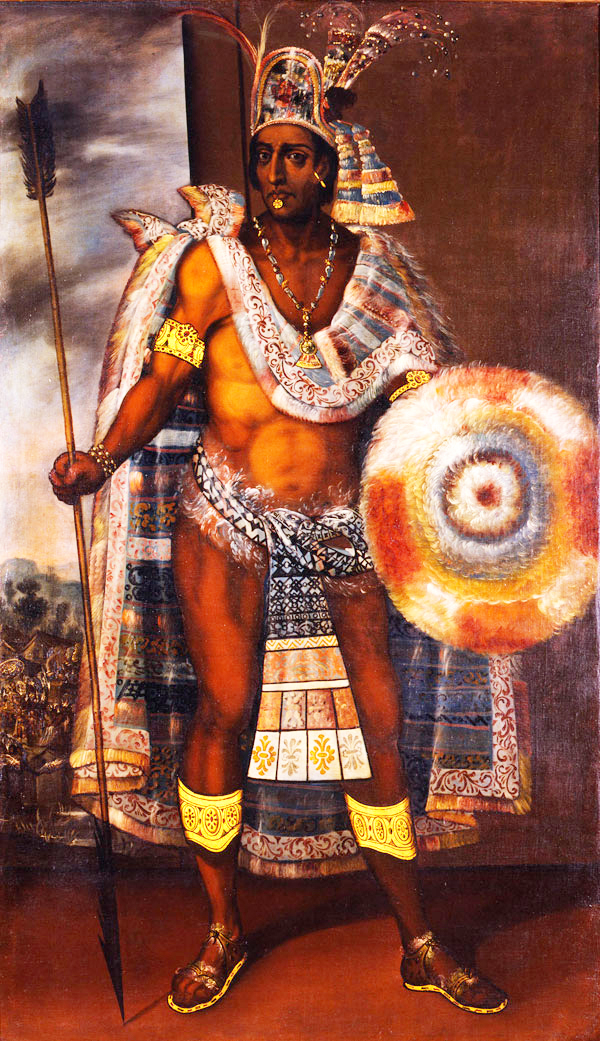
El emperador azteca Moctezuma II vistiendo un tilmàtli.

Según la versión del rey Jacobo de la Biblia, Mateo registró a Jesús de Galilea diciendo en Mateo 5:40: "Y si alguno te demandare por la ley, y te quitare la túnica, déjale también la capa." La versión del rey Jacobo de la Biblia tiene las palabras registradas de manera un poco diferente en Lucas 6:29: "... y al que te quitare la capa, no le permitas quitarte también la túnica".
Las capas abundan en las obras fantásticas centrados en escenarios medievales. También se asocian generalmente con brujas, magos, y vampiros; la versión teatral más conocida de Drácula, que hizo que el actor Bela Lugosi se destacara por primera vez, lo presentó usándolo para que su salida a través de una trampilla oculta en el escenario pareciera repentina. Cuando Lugosi repitió su papel de Drácula para la versión cinematográfica de la obra de 1931 de Universal Studios, conservó la capa como parte de su atuendo, lo que causó una impresión tan fuerte que las capas llegaron a equipararse con el conde Drácula en casi todas las representaciones de él en los medios no históricos.
Las capas de fantasía son a menudo mágicas. Por ejemplo, pueden otorgar a la persona que lo lleva invisibilidad como en la serie Harry Potter de J. K. Rowling. Los miembros de la Comunidad del Anillo usan un tipo de prenda similar en El Señor de los Anillos de J. R. R. Tolkien, aunque en lugar de otorgar una invisibilidad total, las capas hechas por los elfos simplemente parecen cambiar entre cualquier color natural (por ejemplo, verde, gris, marrón) para ayudar al usuario a mezclarse con su entorno. 
En los cómics de Marvel y las películas, el hechicero Doctor Strange está asociado con una capa mágica que también tiene otras habilidades místicas.

## Uso en oportunidades de gala
En trajes de noche completos, las damas frecuentemente usan una capa o manto como una declaración de moda, o para proteger al usuario o las finas telas de su traje de noche de los elementos, especialmente donde un abrigo aplastaría (u ocultaría) la prenda. Estas capas pueden ser cortas (sobre los hombros o hasta la cintura) o una capa larga. Las capas cortas generalmente estaban hechas de piel o adornadas con piel; sin embargo, debido a que la piel es menos aceptada como accesorio de moda en los tiempos modernos, se la sustituye por otros materiales costosos, con un forro y adornos opulentos. Los tejidos típicos utilizados son el terciopelo, la seda y el satén. Las capas todavía están autorizadas como alternativa a la gabardina más utilitaria para los oficiales del ejército de EE. UU. con traje desordenado y uniforme de noche formal.